# Neurothemis fluctuans
Neurothemis fluctuans là loài chuồn chuồn trong họ Libellulidae. Loài này được Fabricius mô tả khoa học đầu tiên năm 1793.

## Hình ảnh

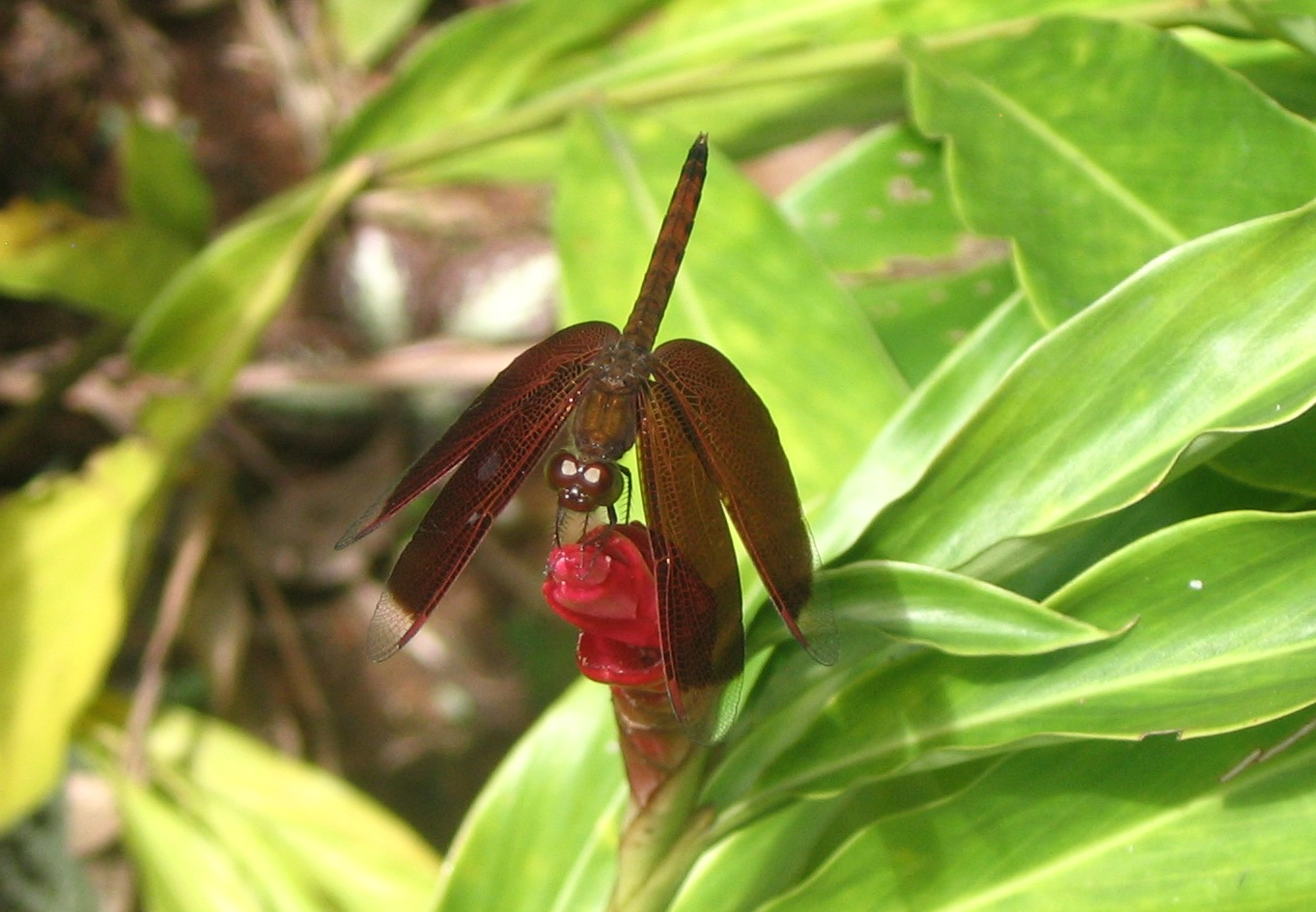
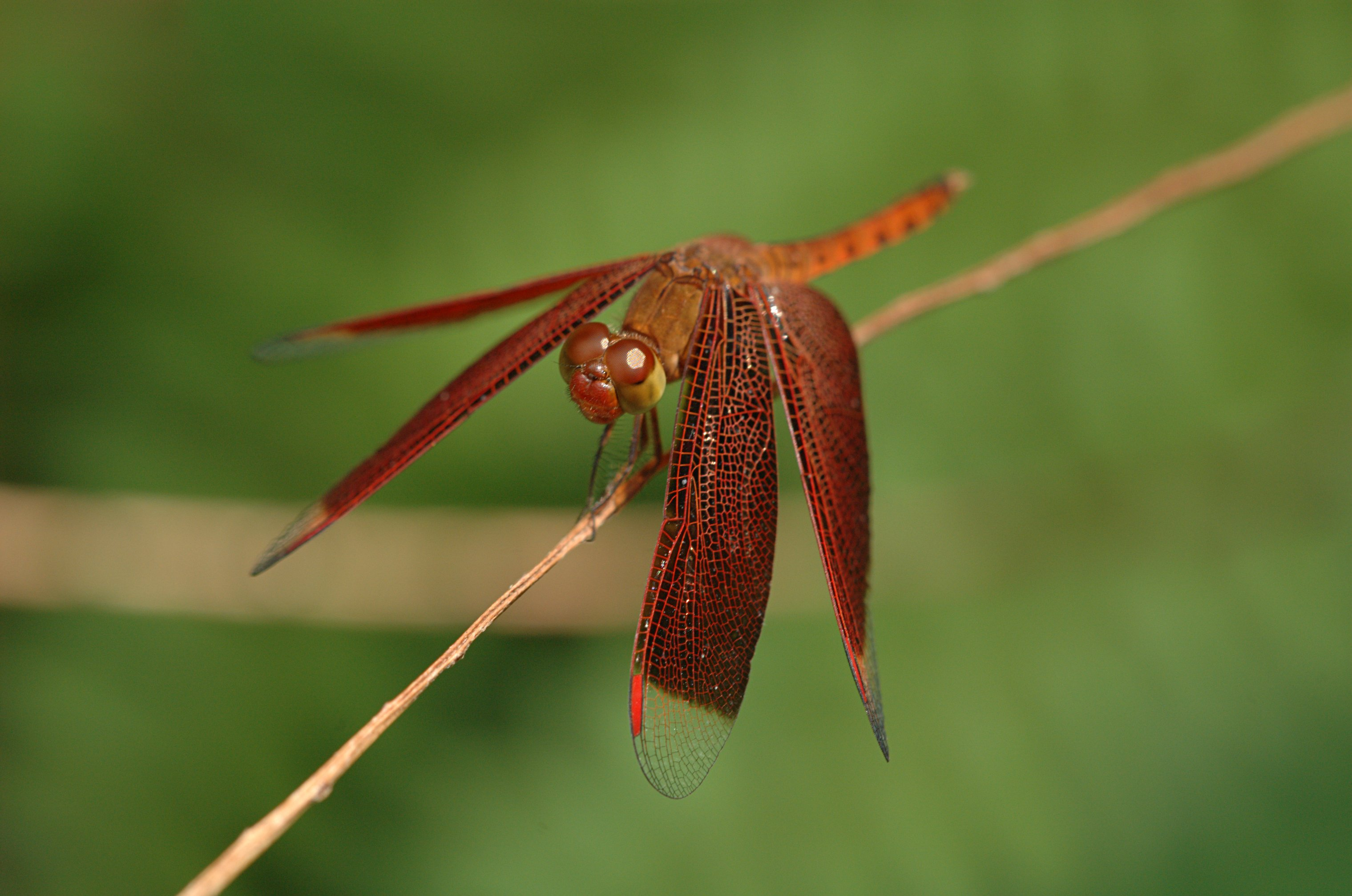
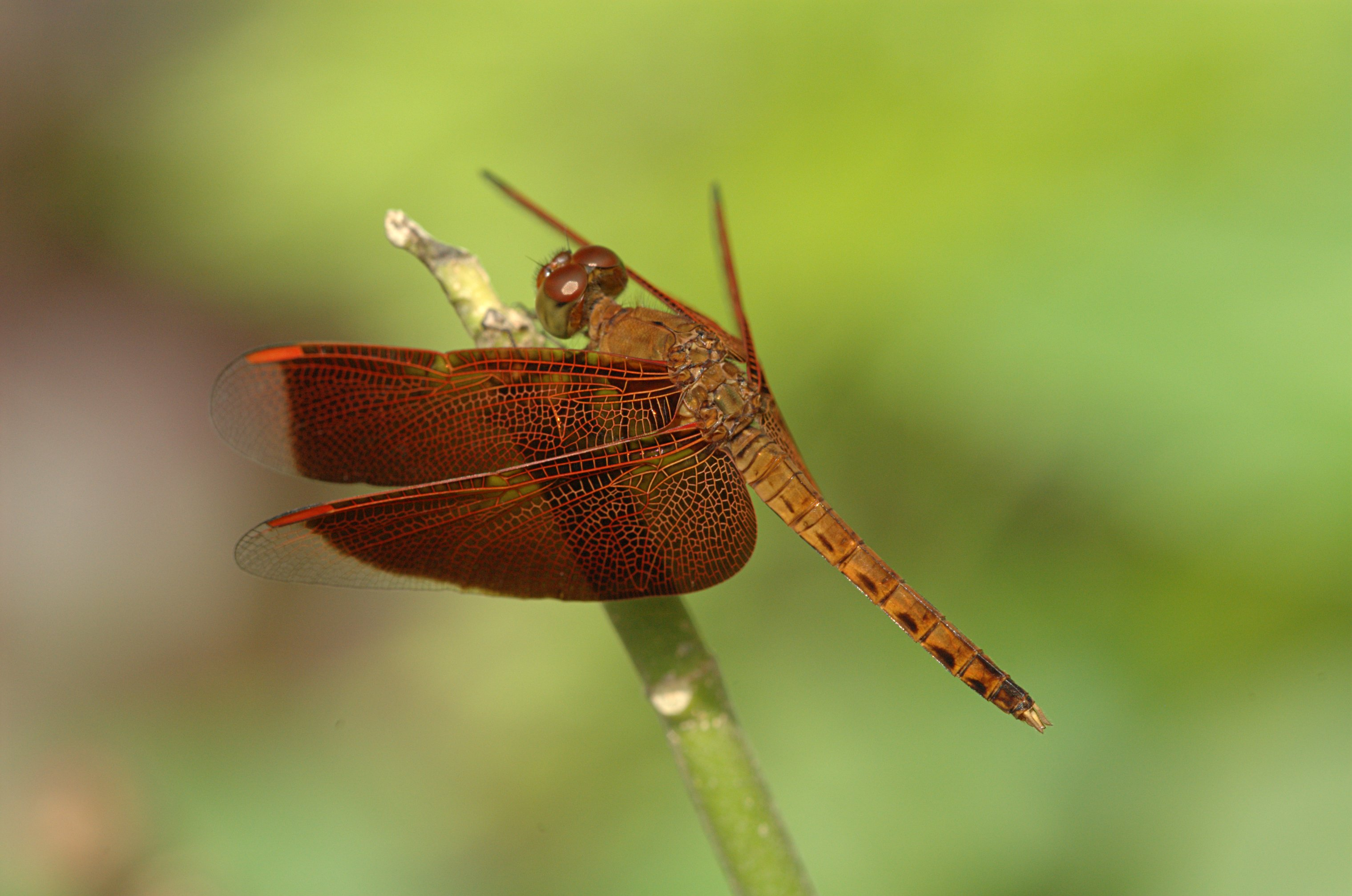
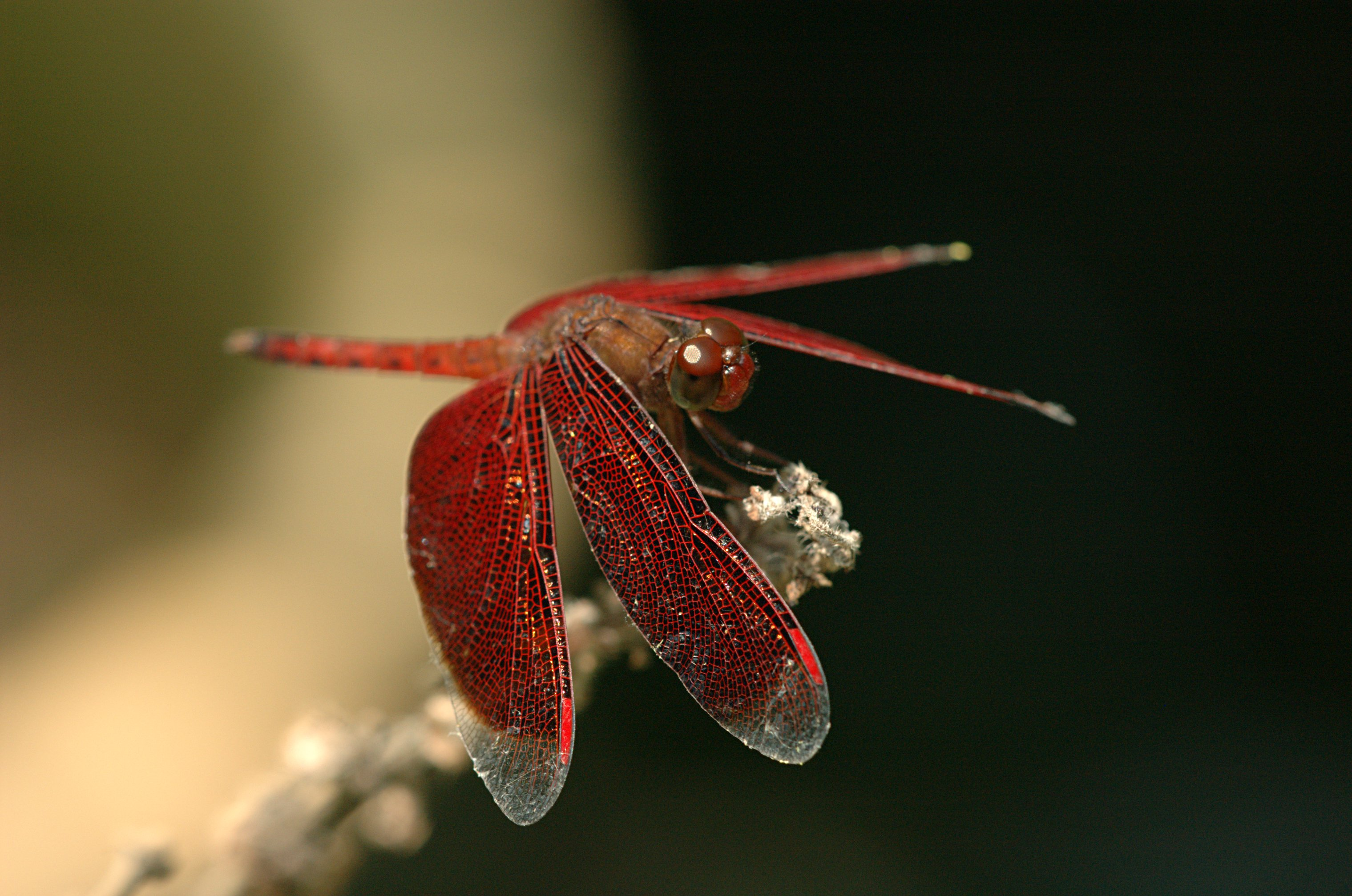